# 방카땃쥐
방카땃쥐(Crocidura vosmaeri)는 땃쥐과에 속하는 포유류의 일종이다. 인도네시아 방카섬에서만 발견된다.